# Samurai Jack: The Shadow of Aku
Samurai Jack: The Shadow of Aku es un videojuego de acción y aventura lanzado en 2004 por Adrenium Games y distribuido por Sega, y está basado en la serie animada de televisión de Cartoon Network Samurai Jack. Es el segundo juego basado en la serie después de Samurai Jack: The Amulet of Time de Game Boy Advance del año anterior. Los actores originales de la serie, incluyendo a Phil LaMarr, Mako Iwamatsu, Jeff Bennett, John DiMaggio y Jennifer Hale, regresaron para interpretar sus respectivos papeles para el juego. El juego fue lanzado para PlayStation 2 y GameCube. Una versión de Xbox del juego fue planeada, pero jamás fue lanzada, aunque haya sido incluida en la lista oficial de retrocompatibilidad de la Xbox 360.
Recibió reseñas «mixtas» de acuerdo con el sitio web agregador de reseñas Metacritic. Al no ser lanzado en la Xbox, el siguiente juego licenciado de Samurai Jack, Battle Through Time, fue lanzado el 21 de agosto de 2020, convirtiéndose en el primer juego de Samurai Jack en ser lanzado en plataformas de Microsoft.

## Jugabilidad
El juego cuenta con una historia original interconectada por 18 niveles en 4 áreas (la aldea de 5 niveles, el bosque de 4 niveles, el mundo subterráneo de 4 niveles, y la ciudad de Aku de 5 niveles). El jugador controlará a Jack, el protagonista de la serie y el personaje principal, quien debe rescatar aldeanos, luchar contra los sirvientes de Aku, y encontrar el portal del tiempo para volver a su propia época. Los ataques de Jack contienen 25 movimientos y combos de ataques, y sus armas incluyen tres espadas elementales, shurikens y un arco y flecha. El jugador también puede llenar el «medidor de zen» de Jack, permitiéndole entrar a un modo de ataque especial en cámara lenta llamado «modo Sakai», entre otras cosas. El juego culmina en una batalla final contra la némesis de Jack, Aku. Otros jefes incluyen a Mad Jack y al Hombre escocés.

## Recepción
Samurai Jack: The Shadow of Aku recibió reseñas mixtas de parte de los críticos. Mary Jane Irwin de IGN criticó al juego por su sistema de combate molesto, su «historia poco interesante», y la falta de desafío en las peleas de jefes. También criticó fuertemente los gráficos del juego, diciendo que «todo es increíblemente angular y la única forma de describirlo es horrible. Es triste que no se tradujera la increíble presentación del show al videojuego de ninguna manera». Alex Navarro de GameSpot lo llamó «absolutamente olvidable» y dijo que «su falta de profundidad, estilo o pulido técnico básicamente arruina cualquier chance que pudo haber tenido de agradarle a cualquiera fuera de los fanes más dedicados de Samurai Jack». Sin embargo, ambos críticos elogiaron al juego por su sonido.
The Sydney Morning Herald le dio un puntaje de dos estrellas y media de cinco y dijo que «aunque [el juego] sea una aventura disfrutable para los jóvenes, es agotadoramente genérico y decepcionantemente breve». The Times le dio solamente dos estrellas de cinco y dijo que «el problema es que, una vez que aprendes a usar la espada, lanzar estrellas y usar el arco y flecha, todo se torna un poco repetitivo, mientras que el elemento de resolución de problemas desafía poco».